# Сергий (Аницой)
Митрополит Сергий (в миру Сергей Леонидович Аницой; 17 января 1979, Сумы, Украинская ССР) — архиерей Украинской православной церкви (Московского Патриархата) архиепископ Ладыжинский, викарий Тульчинской епархии.

## Биография
С ранней юности прислуживал в алтаре Преображенского кафедрального собора. Нес послушание ризничего и старшего иподиакона.
23 июля 2002 года рукоположён в сан диакона архиепископом Херсонским и Таврическим Ионафаном (Елецких).
12 декабря 2002 года назначен ключарём Свято-Духовского кафедрального собора города Херсон.
1 июня 2004 года был возведён в сан протодиакона.
13 ноября 2005 года архиепископом Ионафаном рукоположён в сан пресвитера.
14 ноября 2005 года назначен настоятелем Свято-Духовского кафедрального собора города Херсона.
1 мая 2006 года назначен секретарём Херсонской епархии Украинской Православной Церкви.
8 декабря 2006 года принят в штат клира Тульчинской епархии. 9 декабря того же года назначен настоятелем Рождественского кафедрального собора и секретарём Тульчинской епархии.
В 2007 году заочно окончил Киевскую духовную семинарию.
8 декабря 2008 года пострижен в монашество с наречением имени Сергий в честь преподобного Сергия Радонежского.
26 декабря 2008 года возведён в сан игумена с возложением наперсного креста.
В январе 2009 года участвовал в работе Поместного Собора Русской Православной Церкви от Тульчинской епархии.
23 мая 2009 года архиепископом Тульчинским и Брацлавским Ионафаном (Елецких) возведён в сан архимандрита.
В 2010 году заочно окончил Киевскую духовную академию.
В январе 2013 года Предстоятелем УПЦ удостоен высшей богослужебной награды — права служения Божественной литургии с открытыми царскими вратами.
Осуществляет масштабное восстановление исторического памятника архитектуры Подолии национального значения — Тульчинского Рождественского кафедрального собора и двух, примыкающих к нему двухэтажных зданий, который не производился более 100 лет. Осуществлял общее руководство добровольным епархиальным фондом поддержки престарелых и больных клириков и членов их семей.

### Архиерейство
14 марта 2018 года Священный Синод Украинской православной церкви, заслушав рапорт митрополита Тульчинского и Брацлавского Иоанафана (Елецких) избрал архимандрита Сергия епископом Ладыжинским, викарием Тульчинской епархии.
24 марта 2018 года в Трапезном храме преподобных Антония и Феодосия Печерских Свято-Успенской Киево-Печерской Лавры состоялась его архиерейская хиротония, которую совершили: митрополит Онуфрий (Березовский), митрополит Вышгородский и Чернобыльский Павел (Лебедь), митрополит Бориспольский и Броварской Антоний (Паканич), митрополит Тульчинский и Брацлавский Ионафан (Елецких), митрополит Могилёв-Подольский и Шаргородский Агапит (Бевцик), архиепископ Бучанский Пантелеимон (Бащук), архиепископ Уманский и Звенигородский Пантелеимон (Луговой), архиепископ Роменский и Бурынский Иосиф (Масленников), архиепископ Северодонецкий и Старобельский Никодим (Барановский), епископ Бородянский Варсонофий (Столяр), епископ Фастовский Дамиан (Давыдов), епископ Александрийский и Светловодский Боголеп (Гончаренко), епископ Гостомельский Тихон (Софийчук), епископ Барышевский Виктор (Коцаба), епископ Белогородский Сильвестр (Стойчев).
17 августа 2022 года за Литургией на соборной площади Киево-Печерской лавры митрополитом Онуфрием (Березовским) возведён в сан архиепископа.
17 августа 2025 года возведён в сан митрополита 